# 노스웨스트 항공
노스웨스트 항공(영어: Northwest Airlines, NWA)은 1926년에 설립되어 2010년 1월 1일 델타 항공에 합병된 미국의 항공사이다. 1979년부터 델타 항공과 같은 계열이었고, 합병 이전 미국에서 5번째 규모의 항공사로 꼽히기도 했다. 노스웨스트 항공은 미국 디트로이트, 미니애폴리스(세인트폴), 멤피스에 허브 공항을 가지고 있었으며 도쿄를 아시아권 허브 공항으로 사용하여 아시아권 노선이 많았다. 또한 KLM과 업무제휴를 맺고 암스테르담을 KLM과 함께 유럽지역 허브 공항으로 사용하였다.

## 역사
1926년 노스웨스트 에어웨이스(영어: Northwest Airways, Inc.)로 창립되어 1934년 현재의 이름으로 법인이 되었다. 원래 시카고와 미네소타주 미니애폴리스-세인트폴의 우편 항로를 취항하였으며 점차 시카고, 미니애폴리스-세인트폴, 워싱턴주 시애틀부터 미국 국내 도시들과 캐나다, 극동, 유럽 등으로 취항하는 항공사로 성장하였다. 대외적인 상호로는 노스웨스트 오리엔트(영어: Northwest Orient)가 사용되고 있다. 1984년 조직 개편의 일환으로 모기업인 지주회사로서 NWA가 탄생하였다. 1947년 극동 지역에 취항하였으며 한·미간 최초의 항로 개설을 하였고 1970년대 초 보잉 747 항공기를 대한민국에 취항시켰다. 1979년에 델타 항공이 인수해 델타의 자회사가 되었다. 1980년에 각각 베네룩스 3국과 런던에 취항했으며 1982년에 남아메리카와 중화인민공화국에 취항하였다. 1986년에 리퍼블릭 항공을 인수하면서 멕시코와 카리브해 항로까지 취득하였다. 1997년에 에어 트랜스포트 월드(영어: Air Transport World)지에서 KLM과 함께 올해의 항공사로 선정되었다. 하지만 지속된 경영난으로 2008년 4월 14일 모기업인 델타 항공과의 합병이 발표되었다. 그 방식은 노스웨스트 항공의 주식을 1.25주의 델타 항공의 주식과 교환하는 것으로 교환 규모는 31억 미국 달러 수준이다. 합병 사명은 델타 항공으로 하고 본사는 델타 항공의 본거지인 조지아주 애틀랜타에 두며 리처드 앤더슨 델타 항공 회장(CEO)이 합병사의 경영을 맡게 되었다. 해당 합병안은 2009년 12월 31일 미국 연방 항공국에 의해 최종 승인되었고 2010년 1월 1일부터 노스웨스트 항공의 자체 항공편과 예약이 중단되었다. 2010년 1월 현재 예약 시스템을 비롯한 양 사간의 통합 작업이 진행이 완료되었다.

## 운항 노선
- 2010년 1월 기준으로 당시 노스웨스트 항공은 다음과 같은 노선을 운항하고 있었다.

### 코드셰어 협정
- 노스웨스트 항공은 다음과 같은 항공사와 코드셰어 협정을 하고 있었다.[2]

| - KLM (스카이팀) - KLM 시티호퍼 (스카이팀) - 걸프스트림 국제항공 - 대한항공 (스카이팀) - 말레브 헝가리 항공 (원월드) - 미드웨스트 항공 - 아메리칸 이글 항공 - 알래스카 항공 - 알리탈리아 항공 (스카이팀) - 에어 프랑스 (스카이팀) | - 일본항공 (원월드) - 중국남방항공 (스카이팀) - 중화항공 (스카이팀) - 체코 항공 (스카이팀) - 케냐 항공 (스카이팀) - 콘티넨탈 항공 - 피나클 항공 - 하와이안 항공 - 호라이즌 항공 |  |

## 보유 기종
- 2010년 9월 1일 기준으로 델타 항공과 합병 전까지 노스웨스트 항공은 다음과 같이 보유해 왔었다.

## 자회사

### 노스웨스트 카고

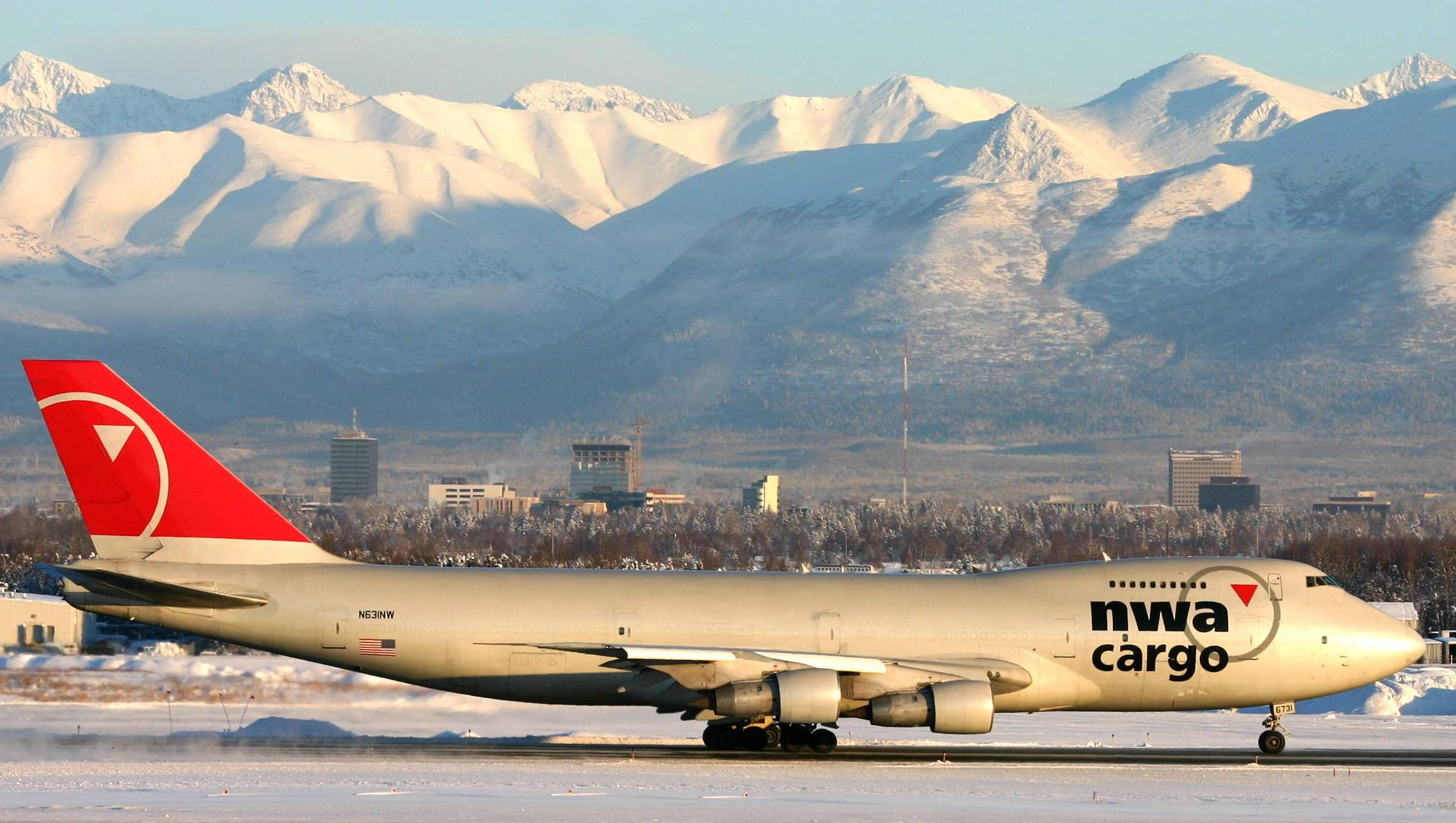
노스웨스트 카고의 보잉 747-200SF (퇴역)

- 노스웨스트 카고(영어: Nouthwest Cargo)는 미국의 화물 항공사이자 노스웨스트 항공의 자회사로 2006년 당시 미국의 여객 및 화물의 항공사 중 가장 규모가 컸다. 전용의 보잉 747-200F 화물기는 신속한 이전을 촉진하기 위해 알래스카주에서 캐리어의 화물 허브로 접속하고 몇 개의 주요한 미국과 동아시아의 도시 뿐만이 아니라 암스테르담부터 태평양의 대도시간 화물을 수송했다. 노스웨스트 카고는 노스웨스트 항공의 탑승한 사람만 250개 세계 도시에 화물을 수송한다. 한편 델타 항공은 노스웨스트 카고의 허브 공항은 2009년까지 폐지될 것을 발표했다. 2008년 시점에서 노스웨스트 카고는 세계 최대의 화물의 클라이언트는 DHL이 있었다. 2007년 12월 NWA 최고 재무 책임자 데이브 데이비스에 의하면 DHL과 2008년 후반 화물의 계약을 종료한다고 발표했으며 같은 해 12월 28일에 모든 업무를 종료했고 기존에 사용했던 보잉 747-200SF 화물기는 전량 퇴역 되었다.

### 노스웨스트 에어링크
- 노스웨스트 에어링크(영어: Northwest Airlink)는 구 노스웨스트 항공을 위해 4개의 지역 항공사가 운항하고 있는 명칭으로 이에 참여하는 항공사 구 노스웨스트 항공의 편명으로 구 노스웨스트 항공의 허브 공항과 지방 공항 노선을 소형 항공기로 운항했다. 하지만 2010년 1월 1일에 델타 항공과 합병되면서 델타 커넥션으로 통합했다.

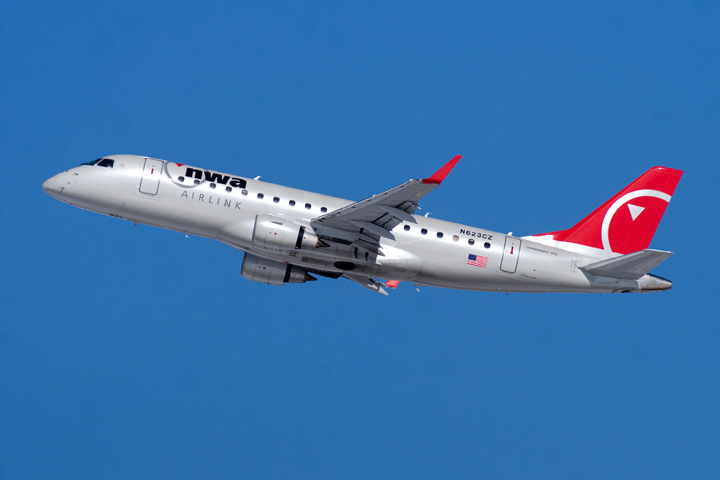
노스웨스트 에어링크의 엠브라에르 E-175 (퇴역)

## 사건 및 사고
- 1987년 노스웨스트 항공 255편이 고양력장치 조절기의 마모로 인해 추락해 승객과 승무원을 포함해 157명 모두 사망했고 지상에 2명이 사망했다.
- 2005년 2월 22일 노스웨스트 항공 72편 타이어 파열로 인해 주부 국제공항 개항 후 최초로 활주로 폐쇄하는 일이 벌어졌다.

## 사진

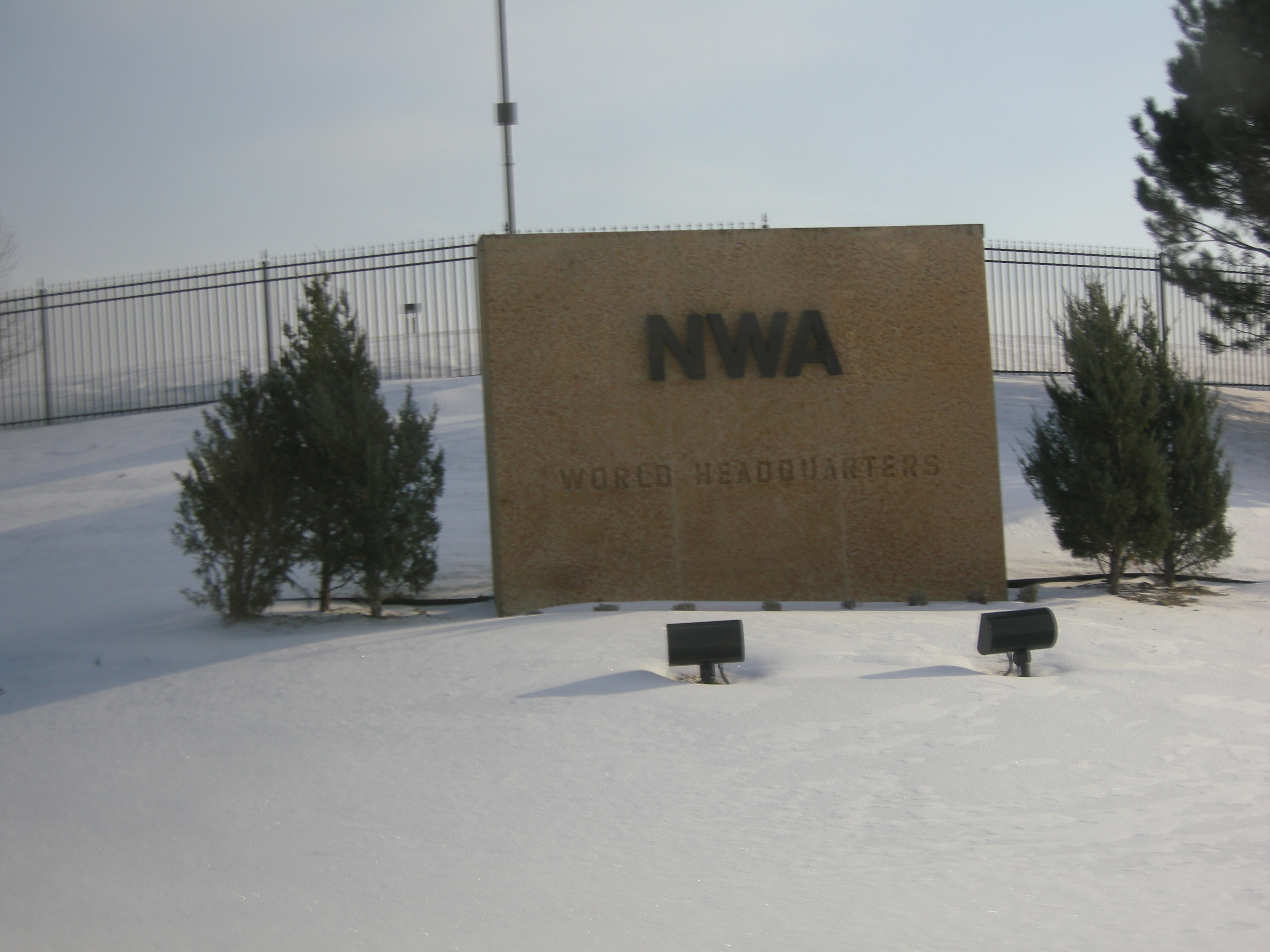
노스웨스트 항공의 본사
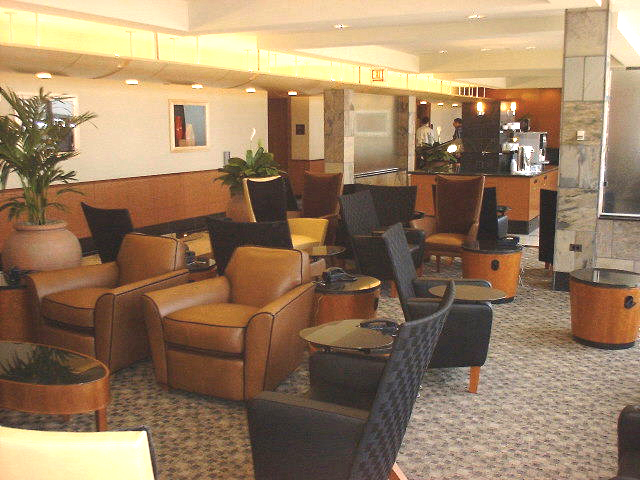
노스웨스트 항공의 클럽
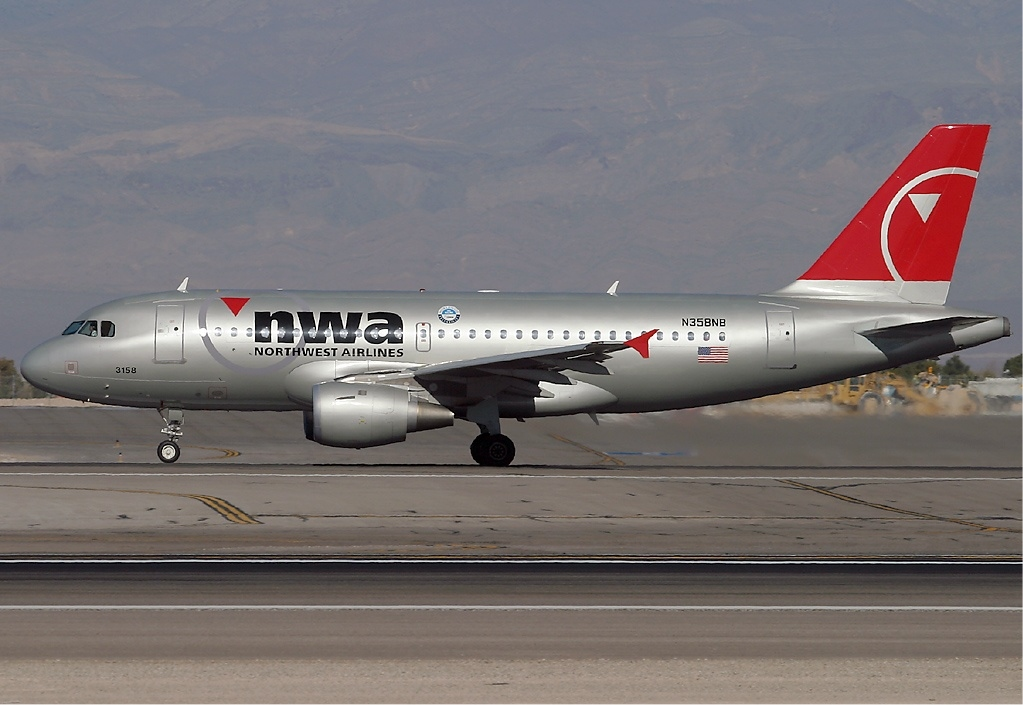
노스웨스트 항공의 에어버스 A319-100 (퇴역)
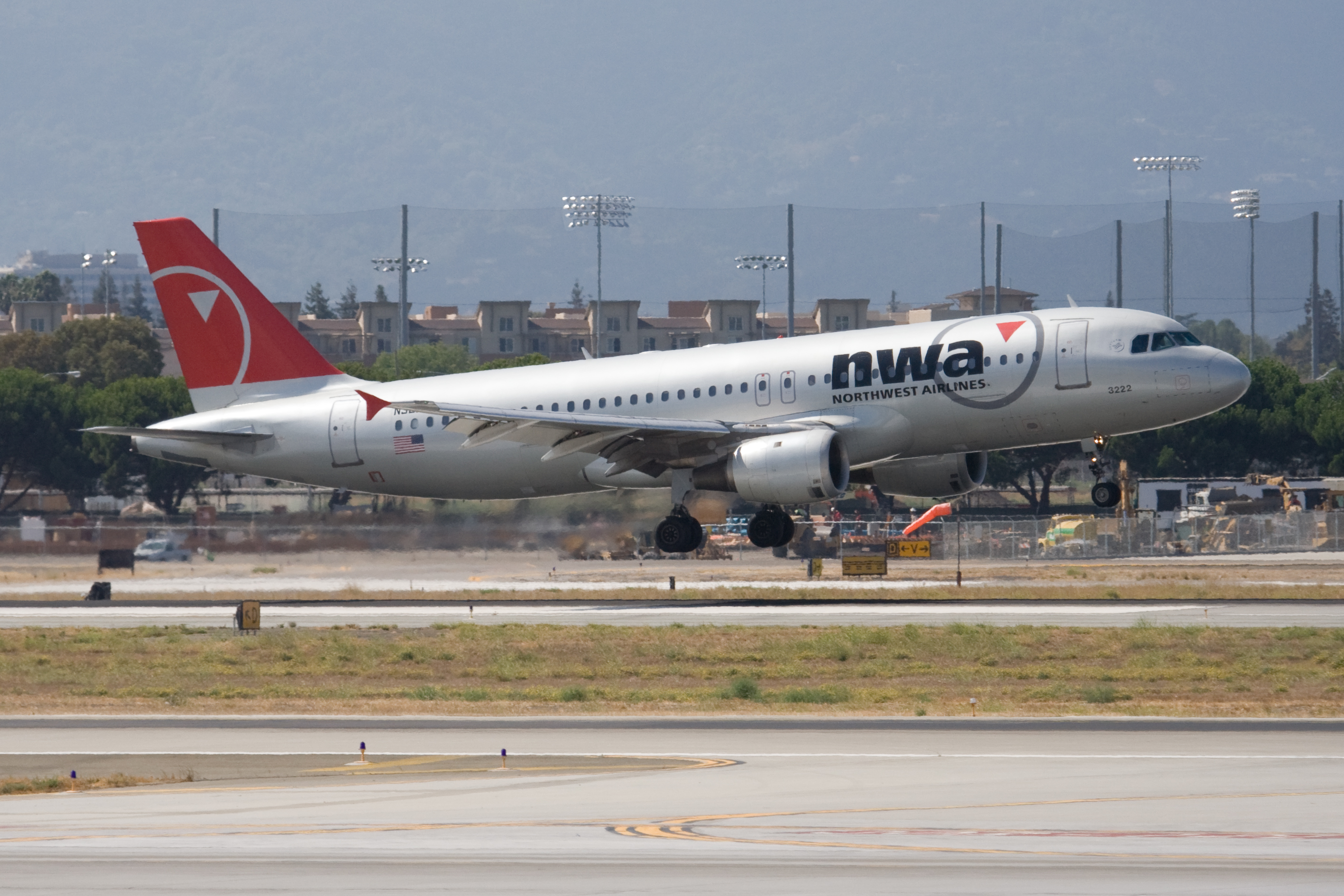
노스웨스트 항공의 에어버스 A320-200 (퇴역)
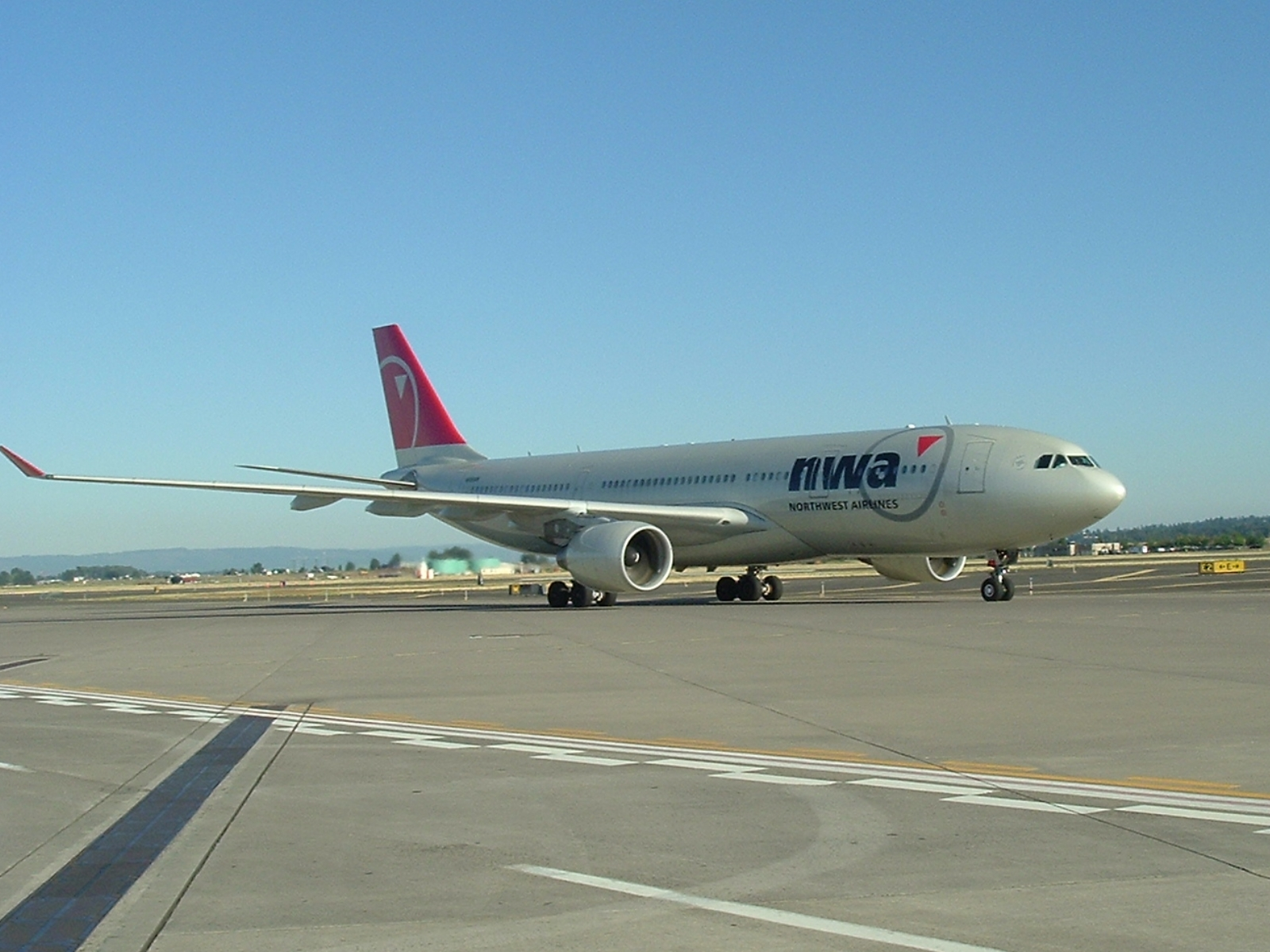
노스웨스트 항공의 에어버스 A330-300 (퇴역)
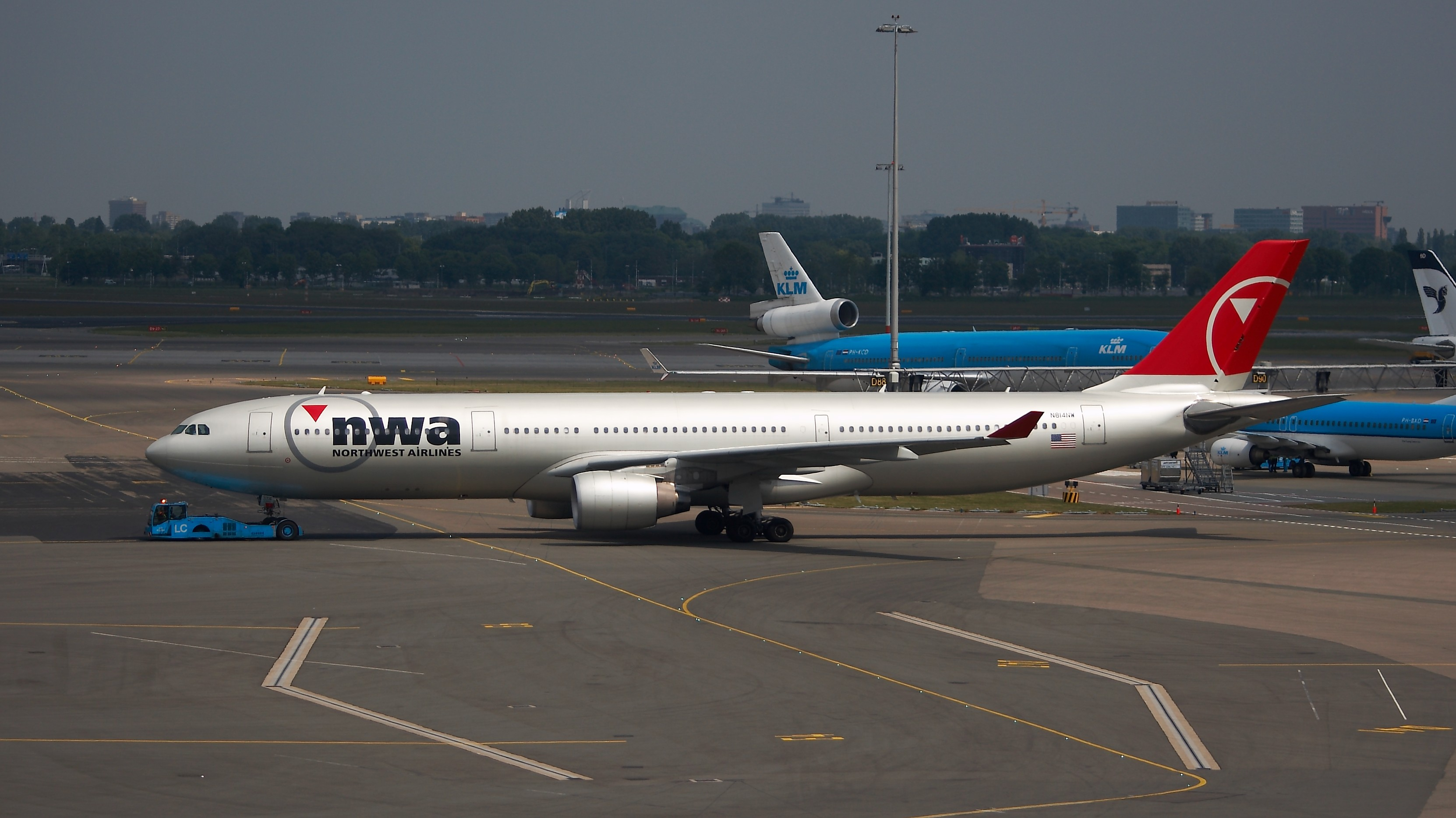
노스웨스트 항공의 에어버스 A330-300 (퇴역)
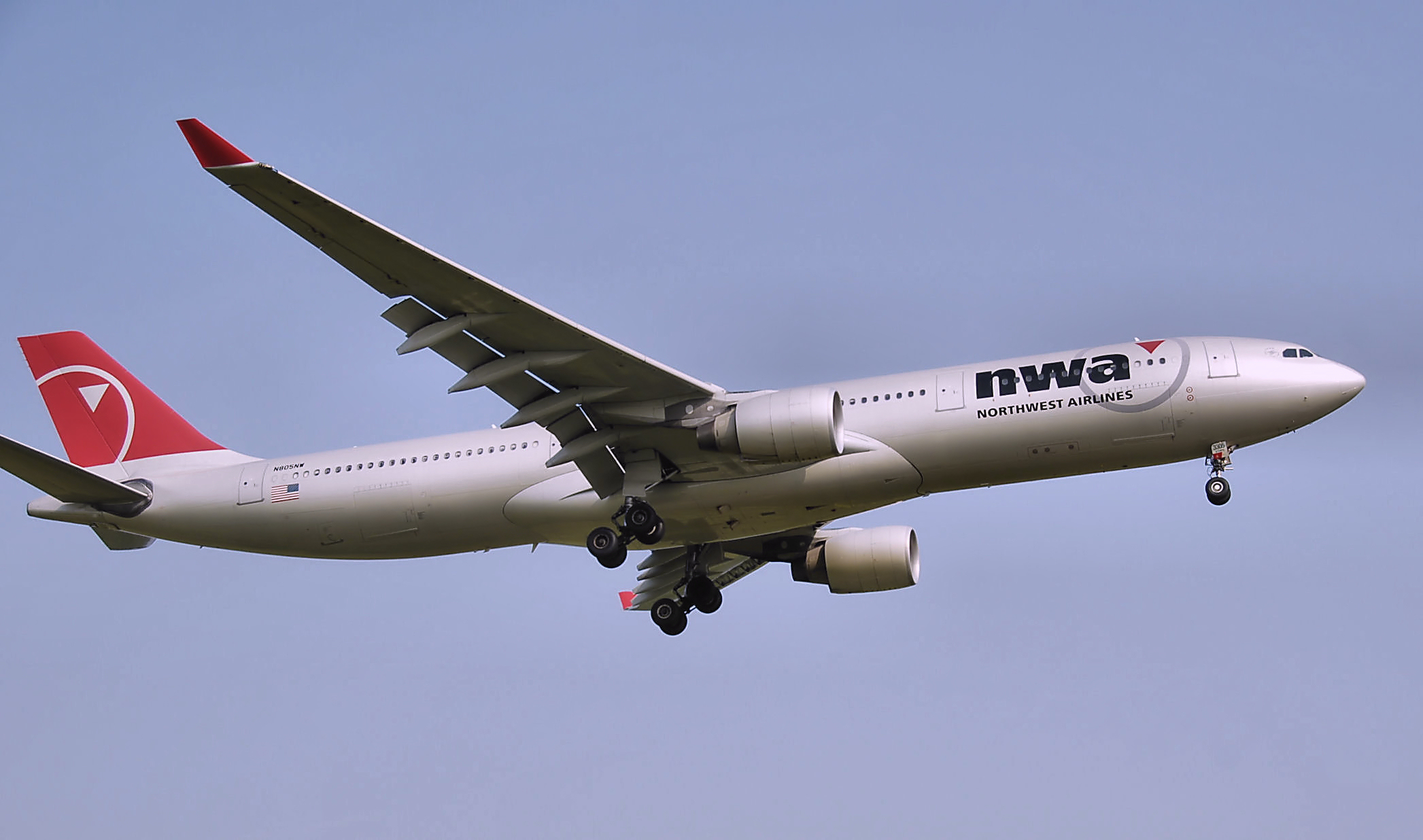
노스웨스트 항공의 에어버스 A330-300 (퇴역)
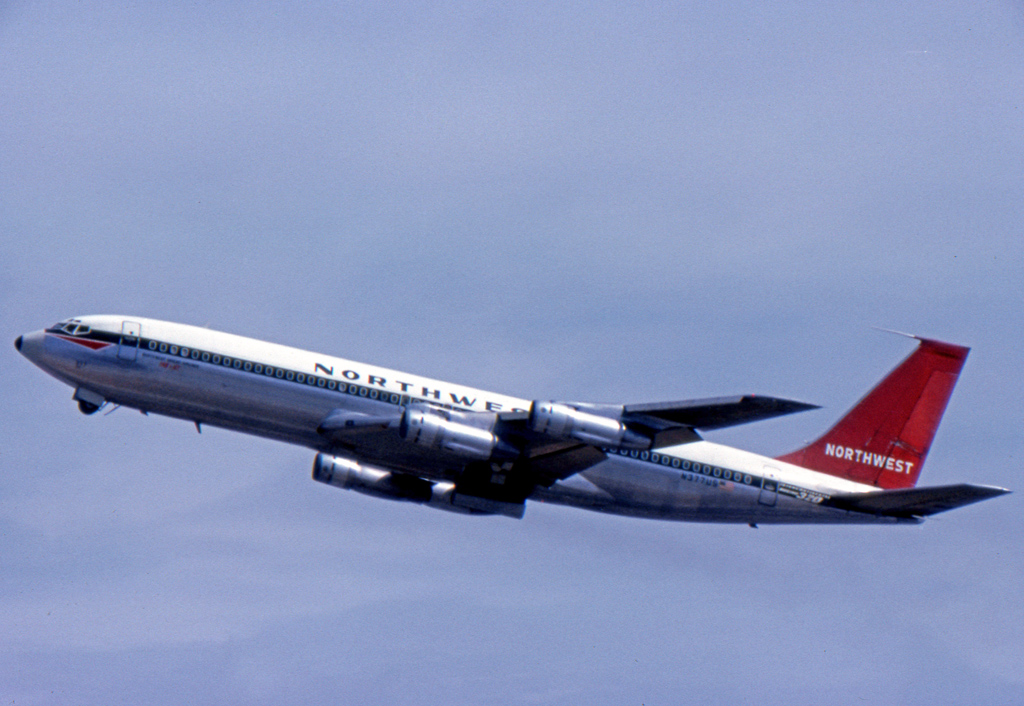
노스웨스트 항공의 보잉 707-320B (퇴역)
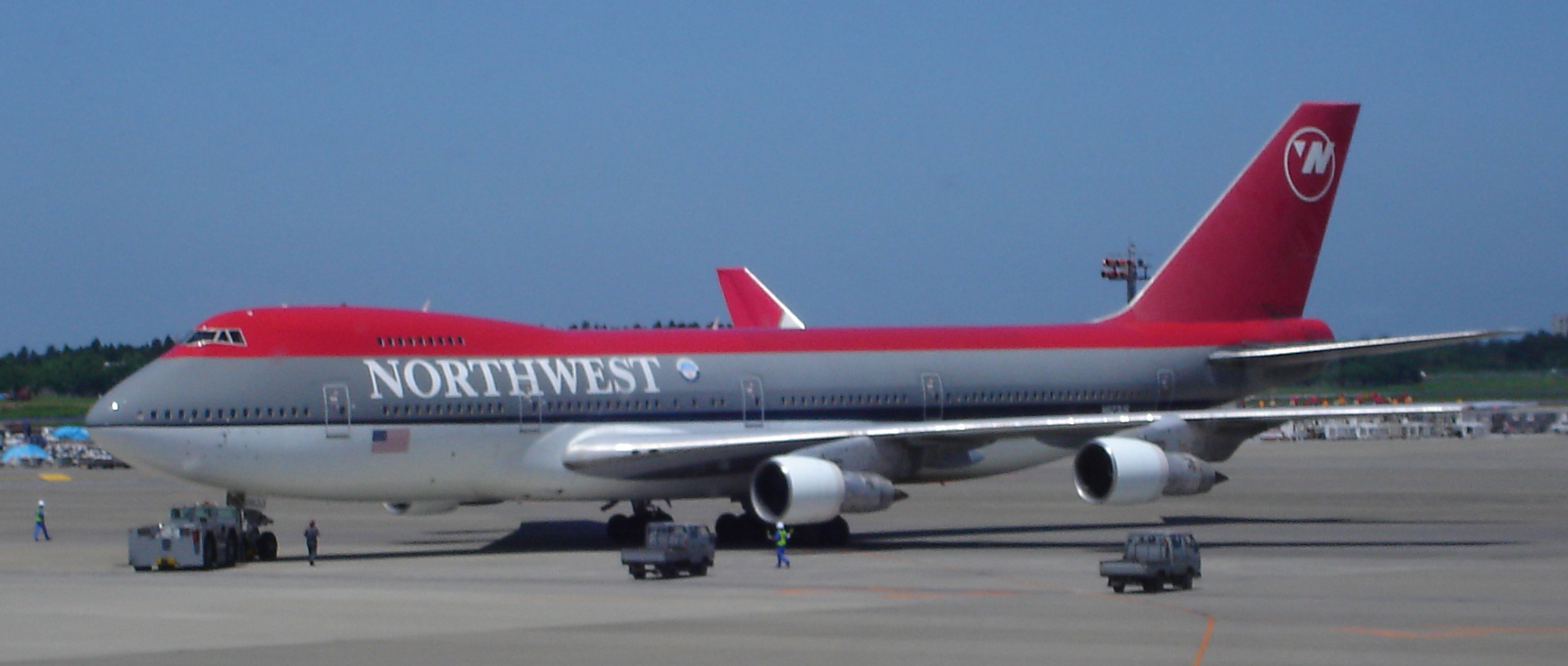
노스웨스트 항공의 보잉 747-200B 구도색 (퇴역)
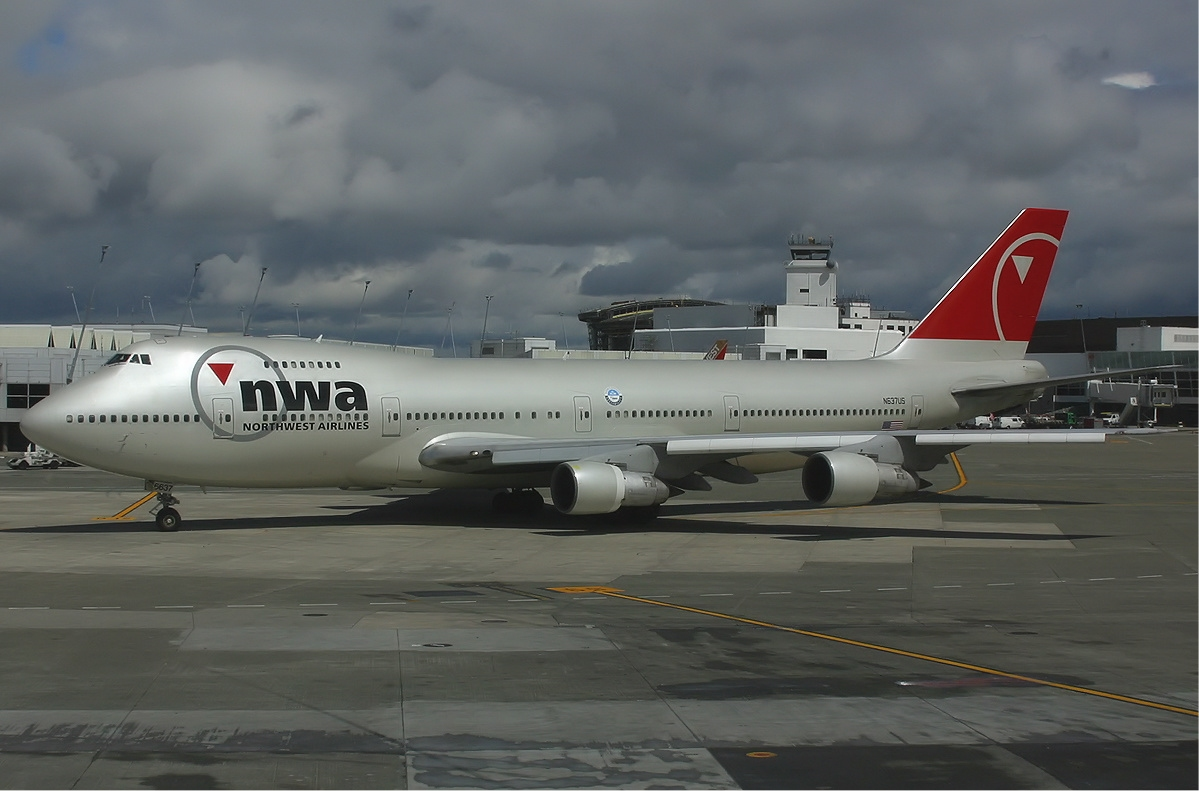
노스웨스트 항공의 보잉 747-200B (퇴역)
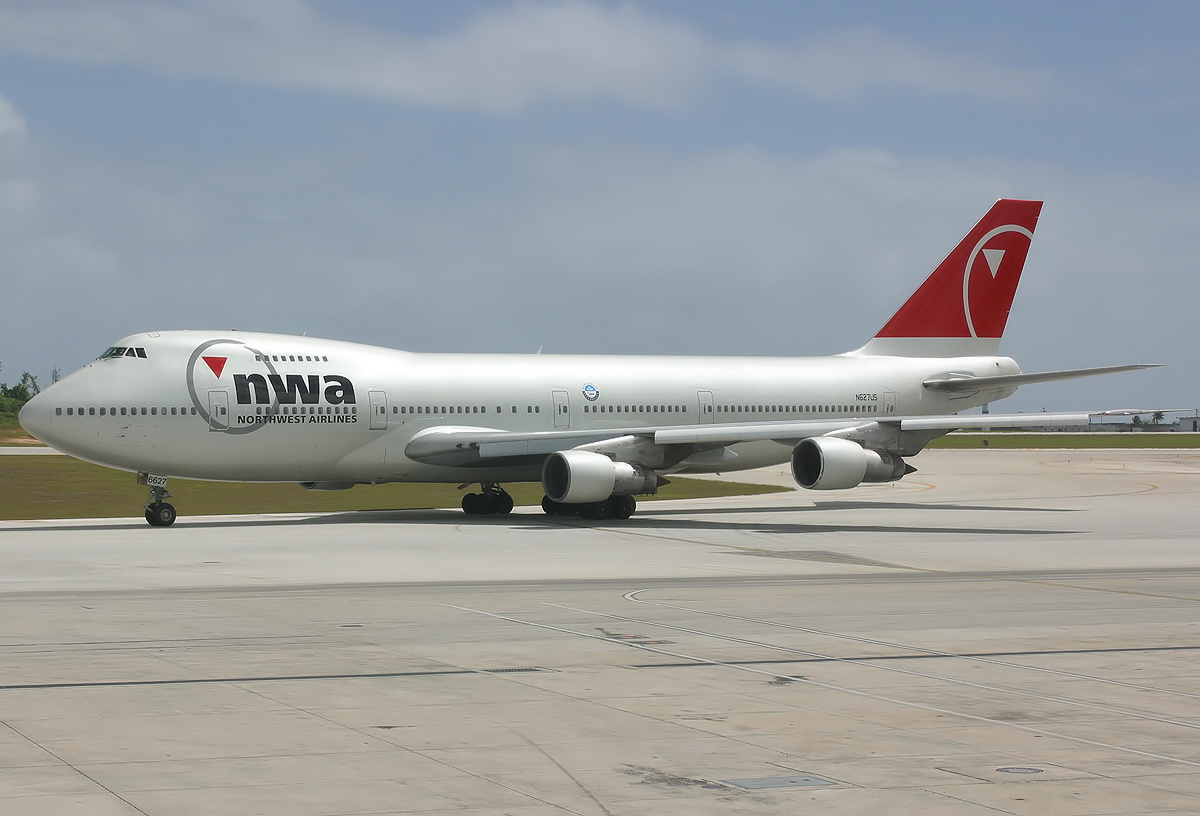
노스웨스트 항공의 보잉 747-200B (퇴역)
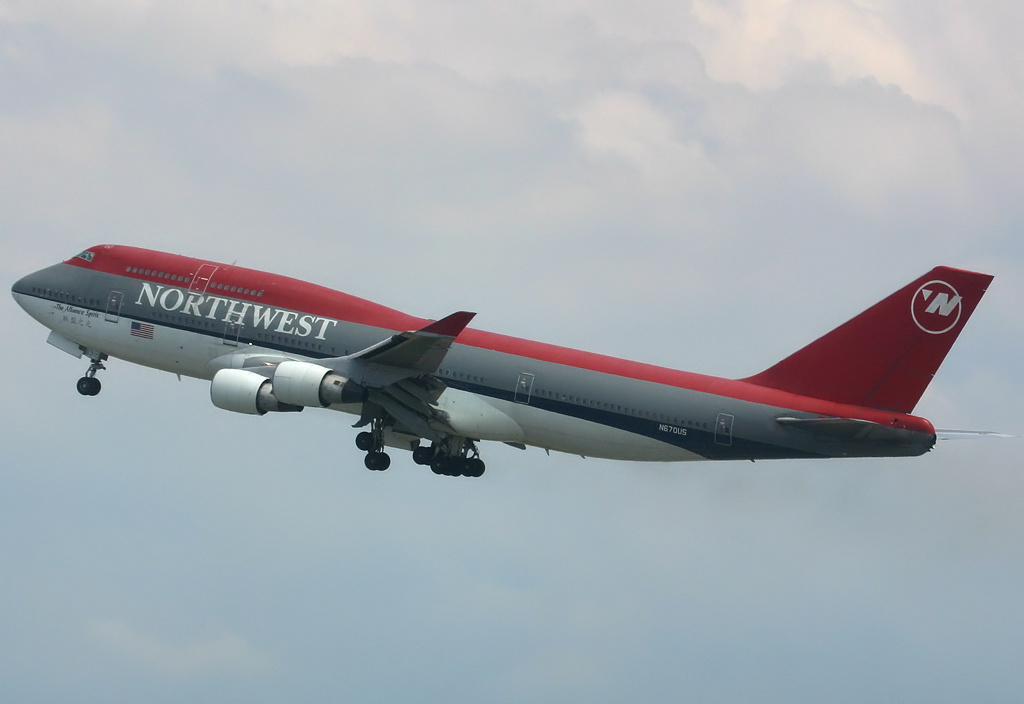
노스웨스트 항공의 보잉 747-400 (퇴역)
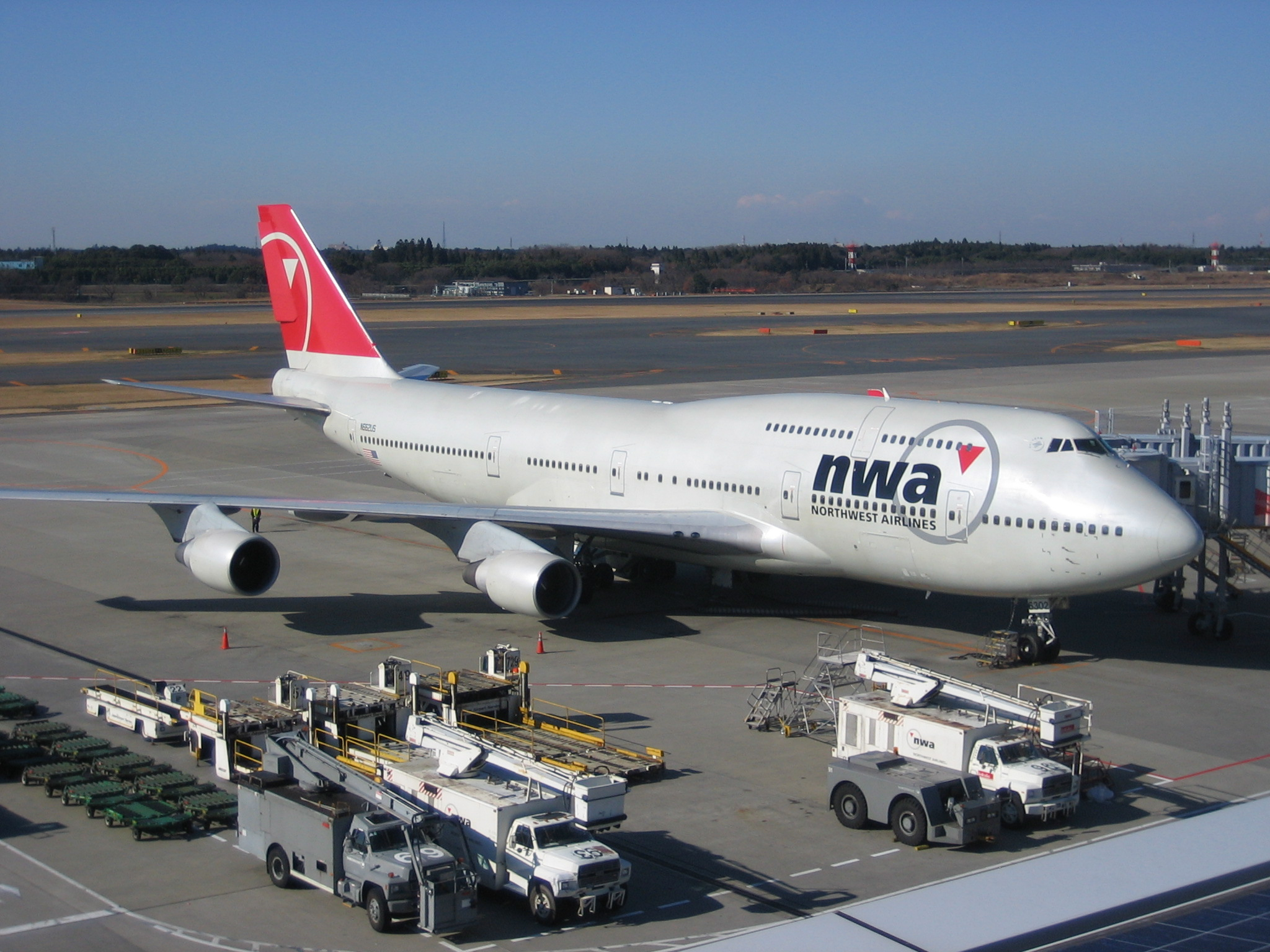
노스웨스트 항공의 보잉 747-400 (퇴역)
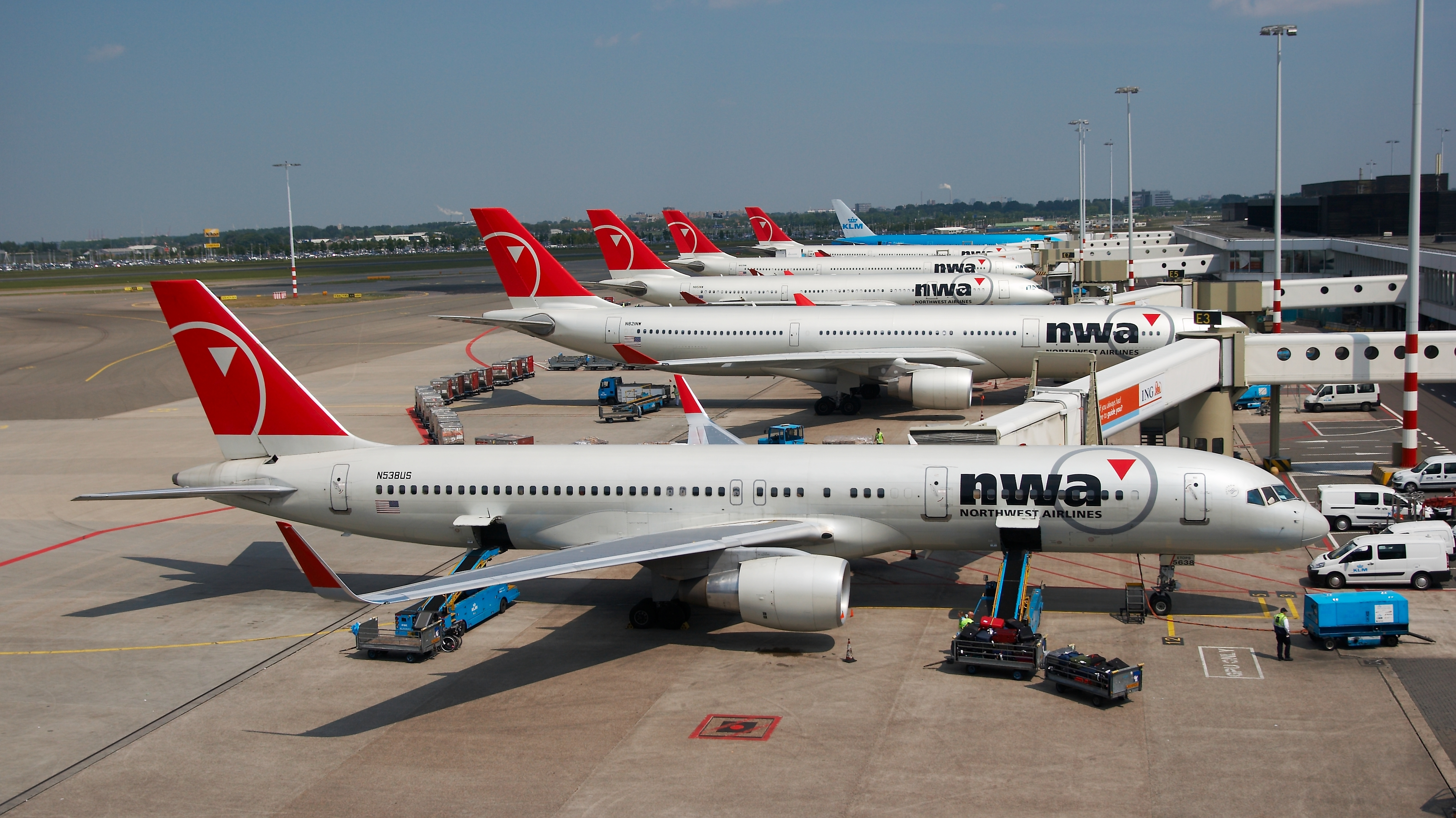
노스웨스트 항공의 보잉 757-200 (퇴역)
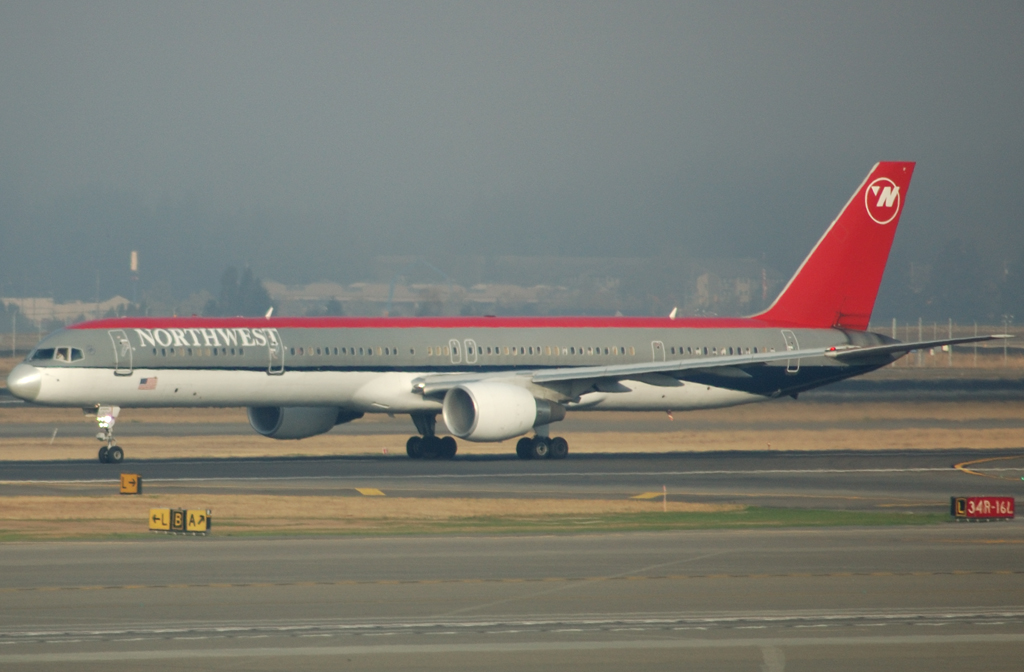
노스웨스트 항공의 보잉 757-300 구도색 (퇴역)
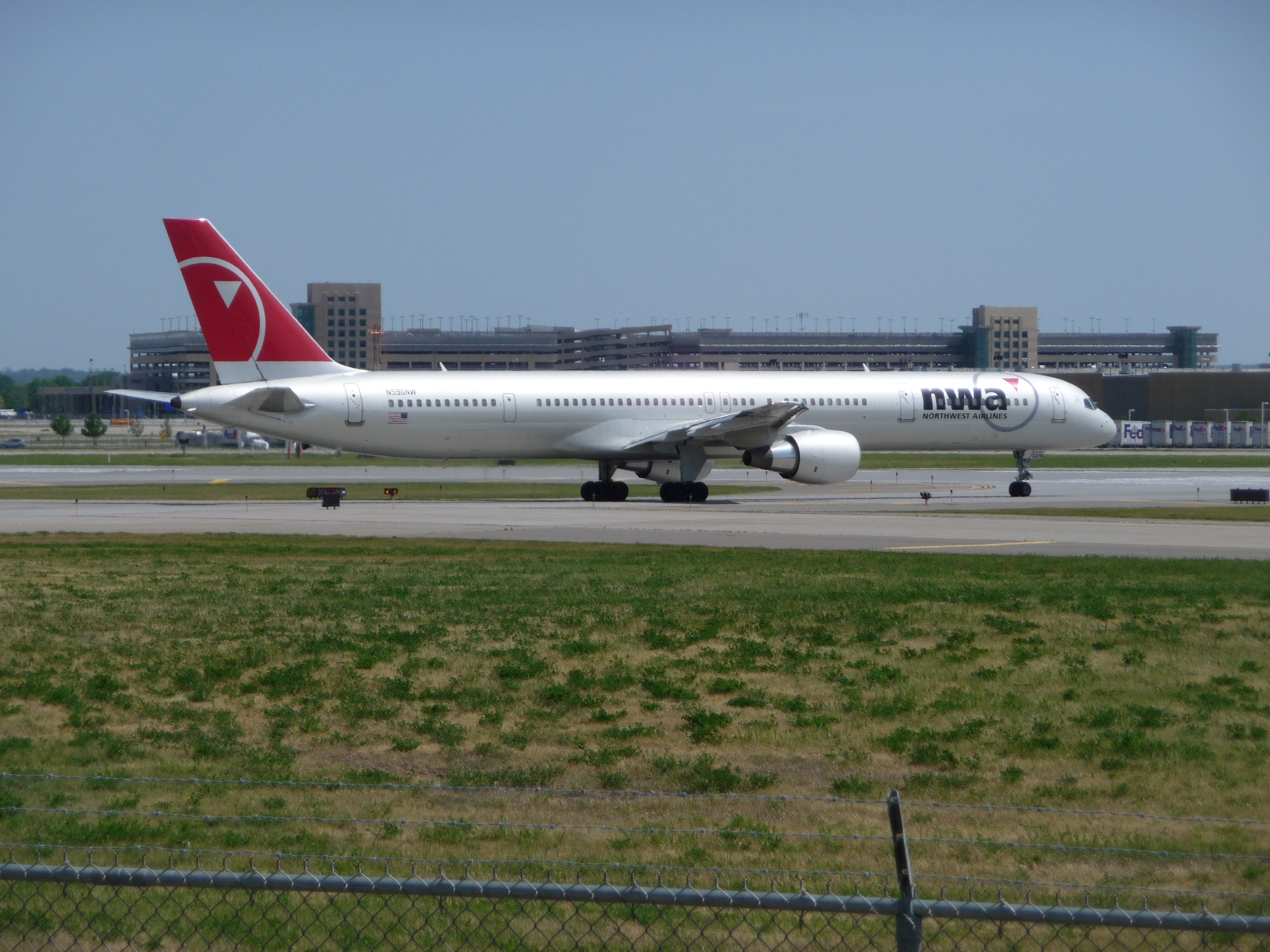
노스웨스트 항공의 보잉 757-300 (퇴역)
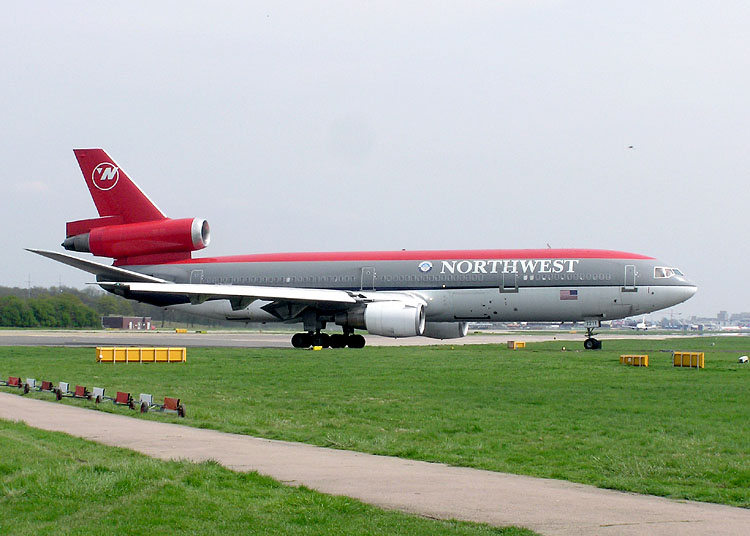
노스웨스트 항공의 맥도넬더글러스 DC-10-30 구도색 (퇴역)
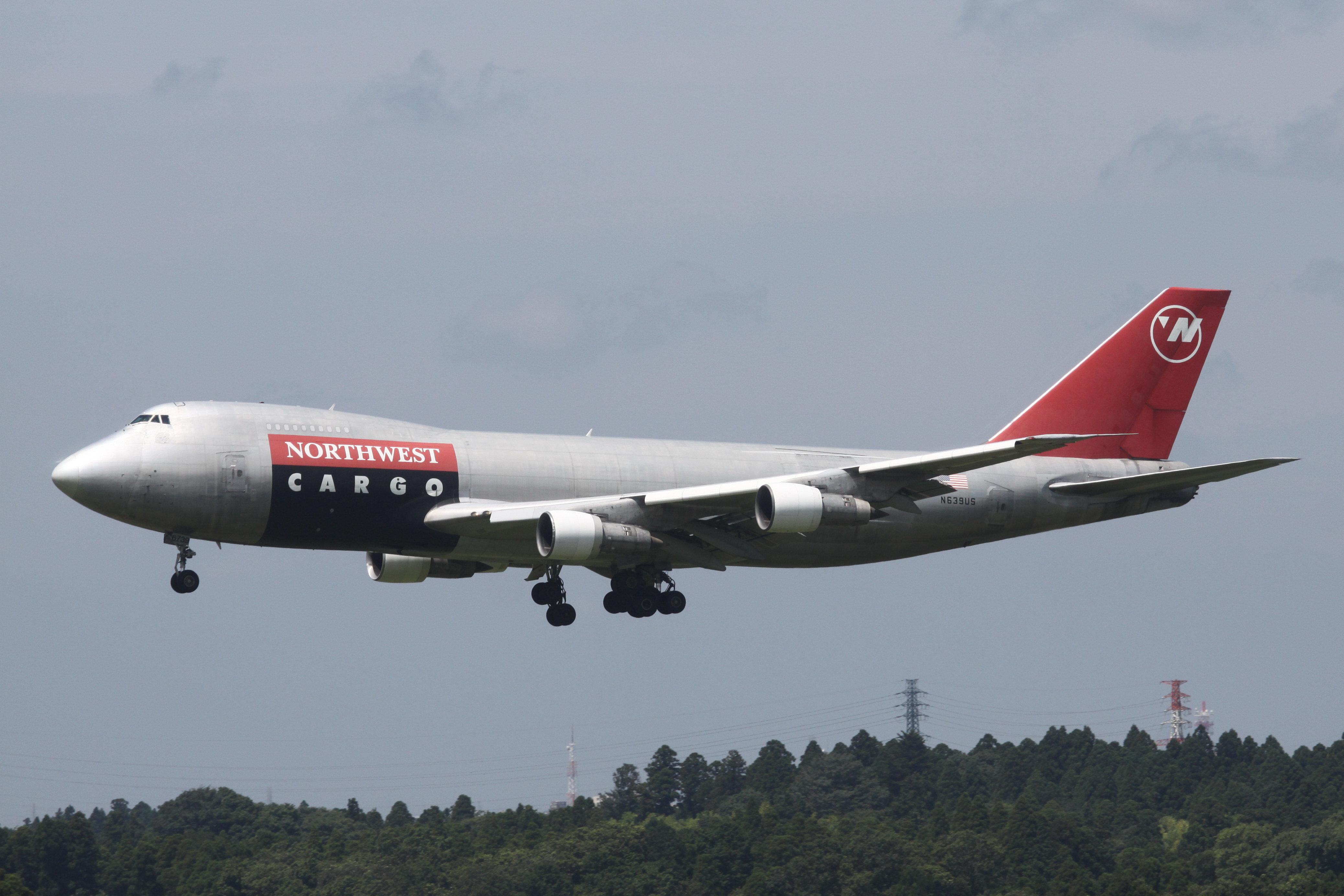
노스웨스트 항공의 747-200F

## 같이 보기
- 미국의 없어진 항공사 목록